# Park Sung-hee
Dit is een Koreaanse naam; de familienaam is Park.
Park Sung-hee (17 februari 1975) is een tennisspeelster uit Zuid-Korea.
Tussen 1991 en 1999 kwam ze 44 maal voor Zuid-Korea uit op de Fed Cup. Zowel in 1996 als in 2000 nam ze deel aan de Olympische Zomerspelen.